# Cryptotis mexicanus
Cryptotis mexicanus is een zoogdier uit de familie van de spitsmuizen (Soricidae). De wetenschappelijke naam van de soort werd voor het eerst geldig gepubliceerd door Coues in 1877.